# アジア自由民主連帯協議会
アジア自由民主連帯協議会（あじあじゆうみんしゅれんたいきょうぎかい、英語: Asian Solidarity Council for Freedom and Democracy）とは、日本の東京都に本部を置く一般社団法人である。

## 概要
「独裁政権が存続するこのアジアに、自由と民主主義を実現し、民族自決権を確立する」ため2011年に結成された協議会である。一党独裁体制を取るアジアの国家と支配政党（中国共産党、朝鮮労働党、ベトナム共産党など）に反対する活動を行っている。
チベット、ウイグル、南モンゴル、南ベトナム、ビルマなどの独立派（民族解放運動家）と中国の民主派、香港の民主派、台湾の民主独立派の活動家、日本や韓国の人権活動家の連合体である。2011年11月26日に都内で開かれた発足式にはチベット、ウイグル、南モンゴルからの参加者の他、ビルマのカチン族や北朝鮮からの脱北者の有志も参加した。
産経新聞によると長野市で2021年4月25日に開催された「中国共産党による犠牲者追悼＆ピースマーチ」に当協議会も参加している
「アジアの民主化を促進する東京集会」を毎年秋に東京都内で開催している。2020年11月に開催された第10回大会には、石平(拓殖大学客員教授)、イリハム・マハムティ（世界ウイグル会議）、オルホノド・ダイチン（南モンゴルクリルタイ）、チュイデンブン（チベット人の法学研究者）、王戴（民主中国陣線）、ケン・マー（香港建国聯盟）、グエン・ハー・ギオック(ベトナム革新党)、王明理（台湾独立建国聯盟）が登壇したり、大会にメッセージを寄せた。
また、元総理大臣の安倍晋三(自由民主党）が大会にメッセージを送り、参議院議員の青山繁晴（自民党）と衆議院議員の亀井亜紀子（立憲民主党）は大会に参加した。
1989年6月に北京で起った六四天安門事件の犠牲者を追悼会も行っている。2014年の「天安門事件二十五周年　東京集会」では頑張れ日本!全国行動委員会（田母神俊雄）などの団体と共催する形で会を執り行った。
西岡力（北朝鮮に拉致された日本人を救出するための全国協議会・モラロジー研究所）と洪熒（統一日報）を講師として、2017年6月に講演会をするなどしている他、2019年11月には韓国のソウル市で「アジア太平洋自由会議国際セミナー」を開催している。2012年2月には、協議会は「中国政府は脱北者(北朝鮮難民）を難民として保護し、北朝鮮への強制送還を停止せよ」と言う声明を出している。また、都内に本部を置くNPO法人北朝鮮難民救援基金とも協力して活動している。
中国東北部に1945年8月に崩壊した満州国を現代に復活させることを目標に米国内で活動している満州帝国協和会という組織が、2020年5月に当協議会にマスク3000枚を寄付している。ペマ・ギャルポ会長から協和会に対して、感謝の意の表明が協議会の公式サイト内に掲載されている。
産経新聞によるとアジア自由民主連帯協議会も参加する「インド太平洋人権問題連絡協議会」は、日本の2021年6月に「ミャンマー問題を非難する国会決議」の成立を歓迎すると共に、「中国における人権問題を非難する国会決議」の今国会における成立を求めるように求めた。日本の国会議員（対中政策に関する国会議員連盟や日本ウイグル国会議員連盟など）とも協力して活動している。

### 役員[11]
会長
- ペマ・ギャルポ（桐蔭横浜大学教授・チベット文化研究所所長）

副会長
- イリハム・マハムティ（日本ウイグル協会）
- オルホノド・ダイチン（南モンゴル自由民主運動基金）
- ケレイト・フビスガルド（内モンゴル人民党）
- 相林（中国民主化運動の活動家）
- ティン・ウィン（在日ビルマ市民労働組合）
- 西村幸祐（作家）
- 吉田康一郎（中野区議会議員・日本維新の会元党員）

事務局長
- 三浦小太郎（北朝鮮帰国者の生命と人権を守る会・維新政党・新風副代表）